# Barbara Schack
Barbara Schack, též Barbora Schacková, Barbora Schack či Betty Schack (20. září 1874 Cheb – 27. října 1958 Moosburg), byla československá politička německé národnosti a senátorka Národního shromáždění ČSR za Německou sociálně demokratickou stranu dělnickou v ČSR.

## Biografie
Narodila se jako Barbarou Dietlová a její rodina pocházela z Horních Loman. V roce 1894 se v Chebu vdala za obuvníka Josefa Engelberta Schacka. Profesí byla soukromnicí v Chebu.
V roce 1895 spoluzaložila ženský dělnický vzdělávacího spolek v Chebu a v Kraslicích, byla členkou chebské městské rady. V letech 1918 až 1938 byla předsedkyní ženské sekce Německé sociálně demokratické strany dělnické v ČSR.
Po parlamentních volbách v roce 1929 získala senátorské křeslo v Národním shromáždění. Mandát ale nabyla až dodatečně v roce 1933 jako náhradnice poté, co zemřel senátor Anton Jarolim. V senátu setrvala do roku 1935.
Po odtržení pohraničí v roce 1938 byla za své politické názory vězněna po dobu pěti měsíců. Po skončení druhé světové války byla odsunuta do Německa.